# Lipaphis rossi
Lipaphis rossi är en insektsart som beskrevs av Carl Julius Bernhard Börner 1939. Lipaphis rossi ingår i släktet Lipaphis och familjen långrörsbladlöss. Arten är reproducerande i Sverige.

## Underarter
Arten delas in i följande underarter:
- L. r. rossi
- L. r. conringiae